# 専念寺 (本巣市)
専念寺（せんねんじ）は岐阜県本巣市根尾東板屋にある阿弥陀如来を本尊とする真宗誠照寺派の寺院。大垣藩主戸田氏位牌寺。
越前国鯖江にて誠照寺派法主良覚の次男、正覚が開基となって開かれた。永享8年（1436年）3月に寺号を名乗る許しを得た。天正11年（1583年）に柴田勝家と豊臣秀吉によって兵火に罹り、温見に移転する。戦乱が収まった元禄年間、大垣藩主の戸田氏に願い出てその位牌所となる。元禄9年（1696年）、地子免除の黒印を下され、さらに寛政5年（1793年）には竹木殺生禁止の制札をもって保護されている。嘉永7年（1854年）に火災に遭うが、再建にあたり戸田氏彬から木材の提供を受けている。明治4年（1871年）に再建を遂げた。明治24年（1891年）に根尾水鳥の根尾谷断層を震源とする濃尾地震においては倒壊を免れている。